# حصن يكة
حصن يكة أو مدينة يكة أو يكة هو الاسم الذي يطلق على قلعة وبلدة إسلامية قديمة، أسلاف مدينة يكلا الحالية في مرسية. كانت مأهولة بين القرنين الحادي عشر والثالث عشر وهُجِرت المدينة بعد عام 1266 بعد ثورة المدجنين واستقر المستوطنون المسيحيون الجدد على الجانب الآخر من الجبل.

## الأصل
ذُكر حصن يكة في المصادر العربية بأنه جيب داخلي يقع في أراضي كورة تُدمير. الاسم الجغرافي ليس عربي الأصل ومن المحتمل أنه يعود إلى الجذر Iko أو Ika من العهد ما قبل الروماني.